# Eleição presidencial nos Estados Unidos em 1988
A eleição presidencial dos Estados Unidos de 1988 foi a quinquagésima-primeira eleição presidencial do país. George H. W. Bush, vice-presidente do presidente titular Ronald Reagan, venceu a nomeação do Partido Republicano, enquanto os Democratas escolheram Michael Dukakis, governador de Massachusetts. Esta foi a primeira vez desde 1948 em que um partido político nos Estados Unidos venceu três eleições presidenciais seguidas.
Bush fez uma campanha agressiva concentrada na economia forte e na redução nos índices de crimes urbanos, afirmando que daria continuidade às políticas de Reagan. Ele atacou Dukakis como um "liberal elitista de Massachusetts" e Dukakis também fez uma campanha fraca, não conseguindo responder aos ataques de Bush. Apesar de Dukakis aparecer na frente nas pesquisas de opinião no começo da campanha, Bush tomou a frente na opinião pública após a Convenção Nacional Republicana e permaneceu na dianteira nas pesquisas após duas boas aparições em debates. Bush venceu de forma expressiva contra Dukakis, tanto no voto popular quanto no colégio eleitoral.
Desde então, incluindo eleição de 2024, nenhum candidato - de qualquer um dos partidos - conseguiu igualar ou ultrapassar o número de votos que Bush obteve no colégio eleitoral. Entre 1988 e 2020, os republicanos venceram no voto popular apenas mais uma vez, em 2004 com o filho de Bush, George W. Bush (Donald Trump venceria no voto popular em 2024). Esta eleição também foi a última vez que um candidato presidencial republicano venceu nos estados da Califórnia, Illinois, Nova Jersey, Maryland, Connecticut, Maine, Delaware e Vermont. A partir de 1992, Pensilvânia e Michigan passariam a votar democrata até 2016, quando Donald Trump, por uma margem apertada, venceu em ambos. Além disso, o estado do Novo México não votou nos republicanos novamente até 2004 com o filho de Bush. 
Bush se tornou o primeiro vice-presidente em exercício a ser eleito presidente desde Martin Van Buren em 1836. Além disso esta continua sendo a última eleição presidencial em que os democratas não ganharam pelo menos 200 votos eleitorais. Até 2024, esta também é a última eleição presidencial em que o candidato republicano ganhou o voto feminino, bem como a última eleição presidencial em que Michigan, Pensilvânia e Wisconsin não votaram no mesmo candidato.

## Processo eleitoral

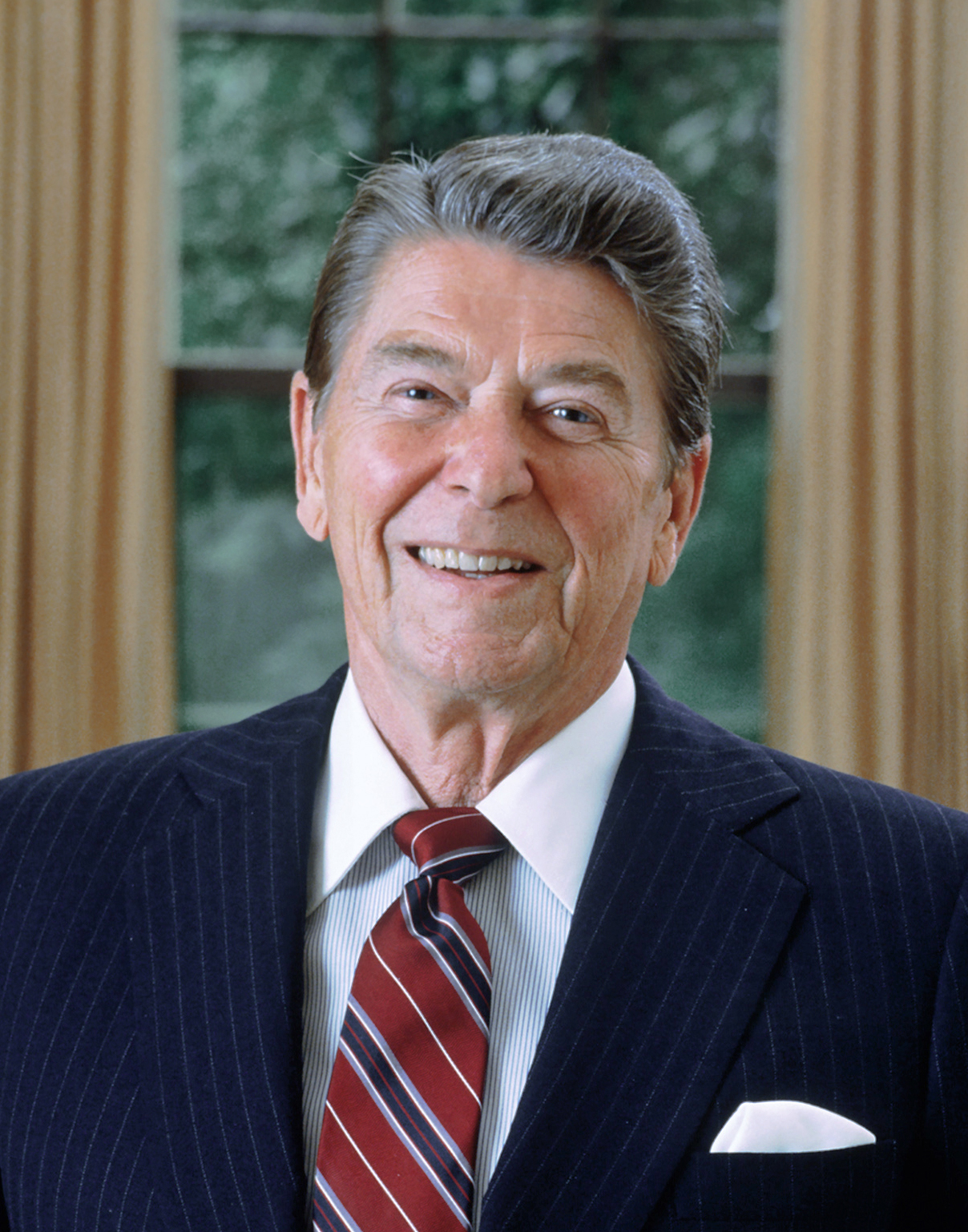
O presidente titular Ronald Reagan, concluiu seu segundo e último mandato em 20 de janeiro de 1989

A partir de 1832, os candidatos para presidente e vice começaram a ser escolhidos através das Convenções. Os delegados partidários, escolhidos por cada estado para representá-los através das primárias, - eleições prévias dentro do partido - escolhem na Convenção Nacional quem será o candidato pelo partido. Os eleitores gerais elegem outros "eleitores" que formam o Colégio Eleitoral. A quantidade de "eleitores" por estado varia de acordo com a quantidade populacional do estado. Em quase todos os estados, o vencedor do voto popular leva todos os votos do Colégio Eleitoral.

## Indicações partidárias

### Indicação doPartido Democrata

#### Candidatos
- Michael Dukakis, governador de Massachusetts;[5]
- Jesse Jackson, líder dos direitos civis de Carolina do Sul;[6]
- Al Gore, senador por Tennessee;[7]
- Dick Gephardt, representante pelo Missouri;[8]
- Paul Simon, senador pelo Illinois;[9]
- Gary Hart, ex-senador pelo Colorado;[10]
- Bruce Babbitt, ex-governador de Arizona;[11]
- Joe Biden, senador por Delaware;[12]
- James Traficant, representante por Ohio;[13]
- Douglas Applegate, representante por Ohio;[14]

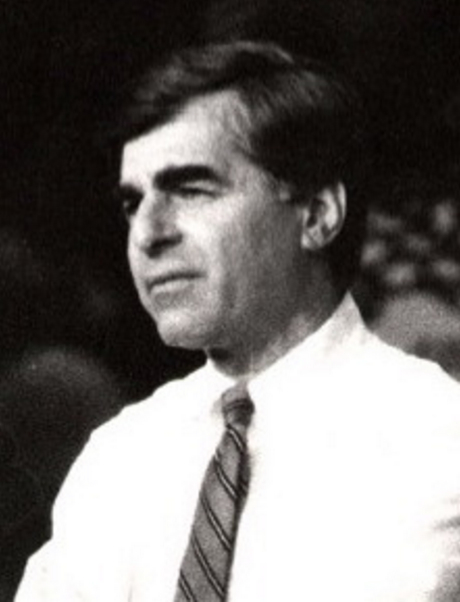
Governador Michael Dukakis de Massachusetts
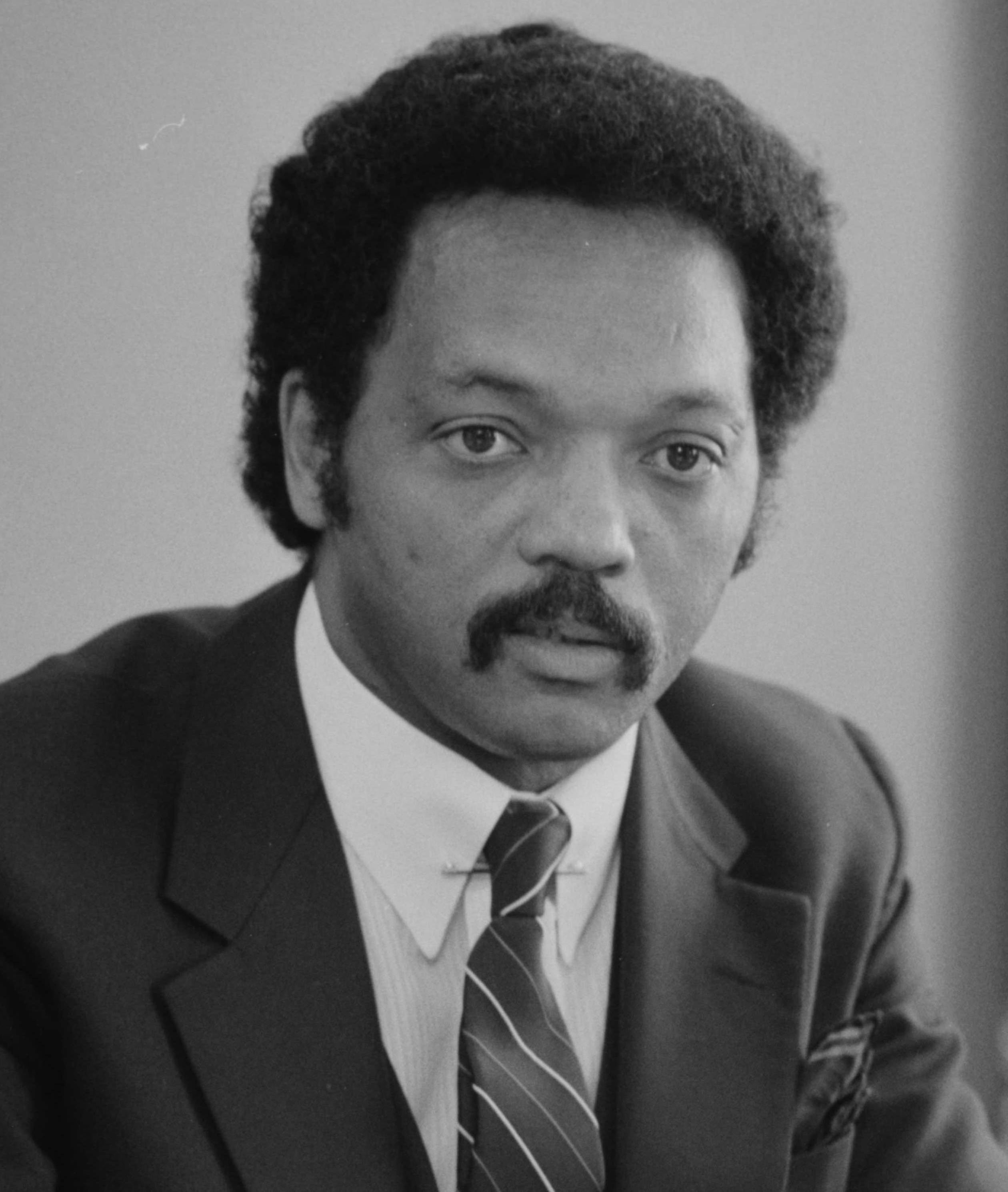
Reverendo Jesse Jackson da Carolina do Sul
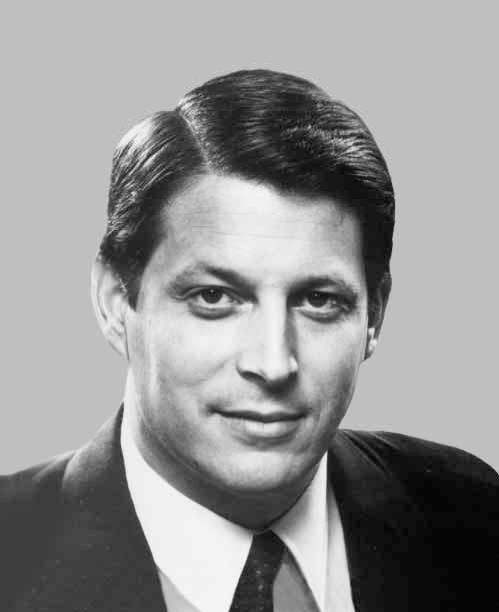
Senador Al Gore por Tennessee
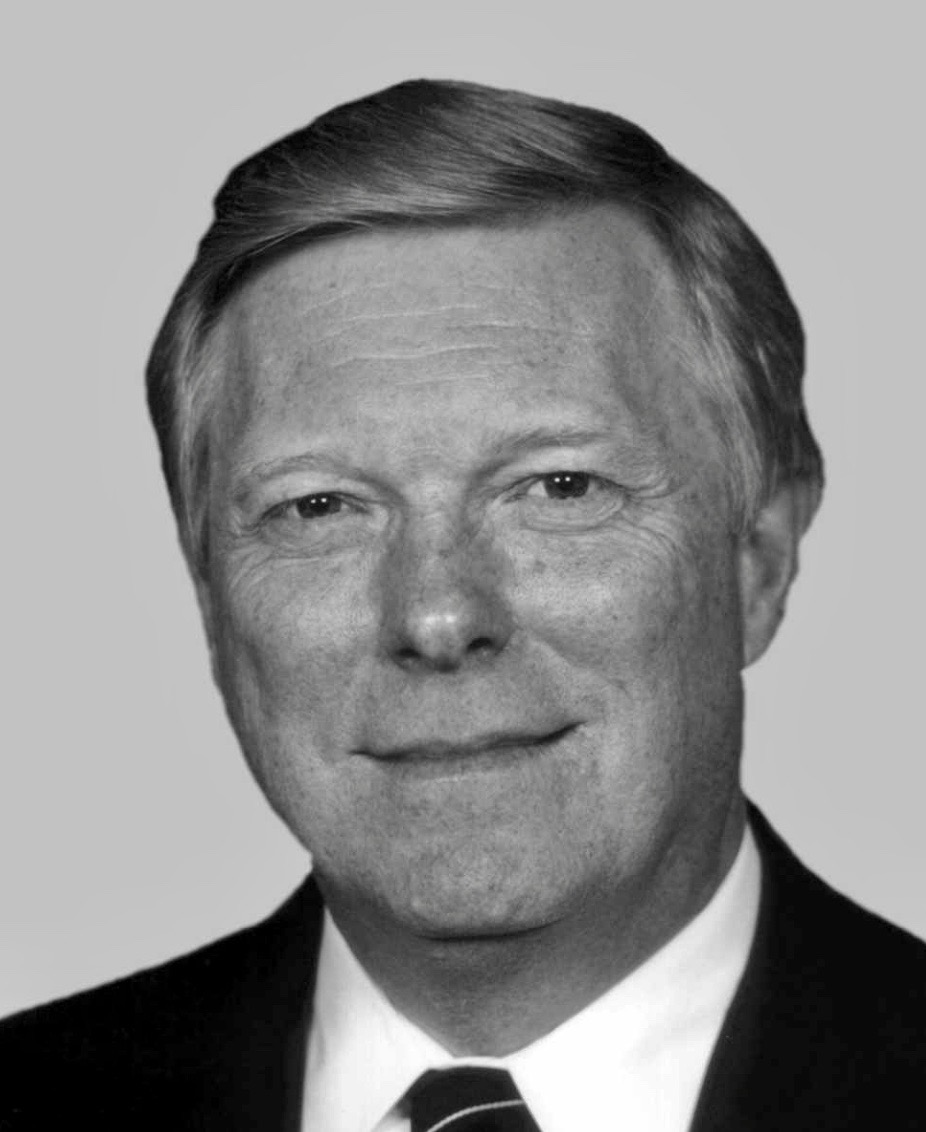
Representante Dick Gephardt de Missouri
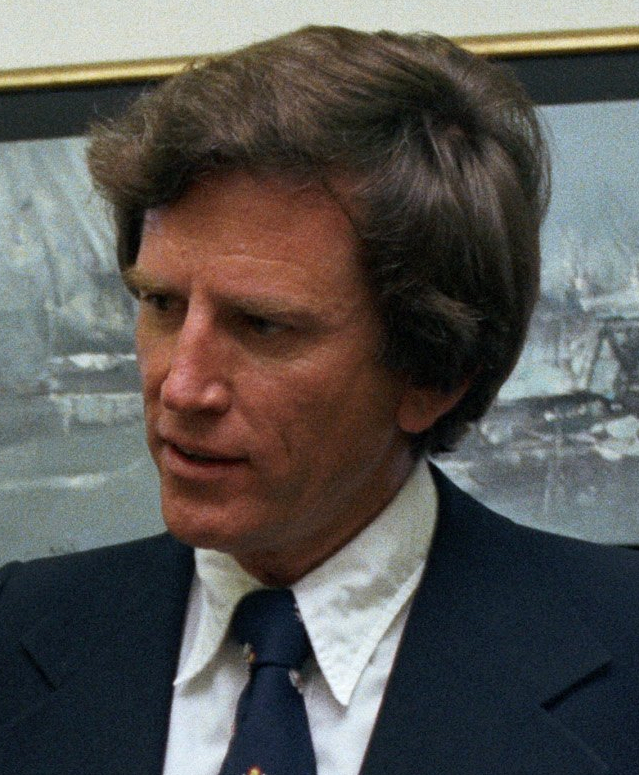
Ex-senador Gary Hart de Colorado
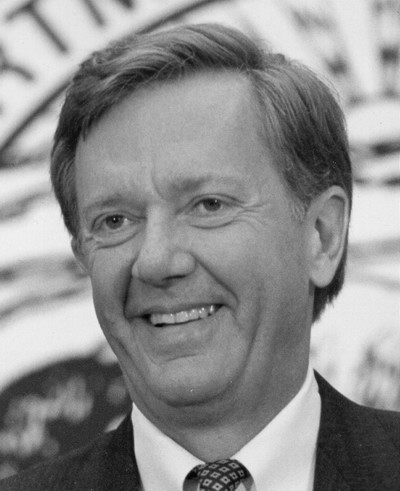
Ex-governador Bruce Babbitt do Arizona
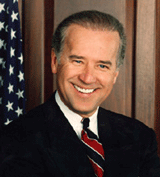
Senador Joe Biden por Delaware
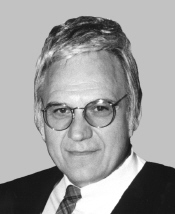
Representante Jim Traficant por Ohio

Na eleição presidencial de 1984, os democratas haviam nomeado como candidato Walter Mondale, um liberal tradicional do modelo do New Deal. Quando Mondale foi derrotado em uma vitória esmagadora, os líderes partidários ficaram ansiosos para encontrar um novo nome para chegar a Presidência. Após a imagem de Reagan ter sido manchada no escândalo do Caso Irã-Contras, os democratas conseguiram reconquistar o controle do Senado nas eleições para o Congresso em 1986, assim, os líderes do partido se sentiram mais otimistas para ganhar a Presidência em 1988.
Um dos objetivos do partido era encontrar um novo candidato que poderia ir além das tradicionais políticas do New Deal e do Great Society para oferecer uma nova imagem dos democratas para o público. Para este efeito, os líderes partidários tentaram fazer do governador de Nova Iorque Mario Cuomo, um candidato. Cuomo havia impressionado muitos democratas em seu discurso comovente na Convenção Democrata de 1984, e eles acreditavam que ele seria um forte candidato. No entanto, Cuomo optou por não entrar na corrida presidencial. Como resultado, a partir de 1987, o favorito para candidatura presidencial Democrata se tornou o ex-senador do Colorado Gary Hart. Ele tinha exercido uma forte presença na eleição presidencial de 1984, e após a derrota de Mondale, ele se posicionou como um moderado centrista.
No entanto, perguntas e rumores sobre possíveis casos extraconjugais perseguiram a campanha de Hart. Um dos grandes mitos é que o senador Hart desafiou a mídia para "colocar uma cauda" nele. Na realidade, Hart tinha dito aos repórteres do The New York Times que o questionaram sobre esses rumores, de que se o seguiram, eles seriam "entediados". No entanto, em uma investigação separada, o jornal The Miami Herald havia recebido uma denúncia anônima de um amigo da ativista Donna Rice Hughes, na qual Rice estaria envolvida com Hart. Foi somente depois que Hart havia sido descoberto, que os repórteres do Miami Herald encontraram a citação de Hart em uma cópia da revista New York Times. Após as conclusões do Miami Herald terem sido divulgadas, muitos outros meios de comunicação exploraram a história e as classificações de Hart nas pesquisas despencou. Em 8 de maio de 1987, uma semana depois da história de Donna Rice, Hart saiu da corrida. Em dezembro de 1987, Hart surpreendeu muitos analistas políticos retomando sua campanha presidencial. No entanto, as alegações de adultério foram um golpe fatal para a sua candidatura, e ele teve maus resultados nas primárias antes de desistir novamente.
O senador Ted Kennedy de Massachusetts tinha sido considerado um candidato potencial, mas ele desistiu da campanha de 1988, no outono de 1985. Dois outros políticos citados como possíveis candidatos, ambos do Arcansas, não participaram da corrida: o senador Dale Bumpers e o governador Bill Clinton, futuro presidente. Clinton disse em 2007 que ele mudou de ideia um dia antes de ir anunciar a entrada na corrida presidencial, ele sentiu que não estava preparado para a Presidência em 1988, e que ele iria esperar até 1992 ou 1996 antes de tentar.
A campanha de Joe Biden também terminou em controvérsia depois que o senador por Delaware foi acusado de plagiar um discurso de Neil Kinnock, então líder do Partido Trabalhista (Reino Unido). Biden pensou que havia creditado corretamente o autor original de todos os discursos, mas em um deles, onde ele não fez a menção ao autor, foi gravado em vídeo e a campanha de Michael Dukakis começou a ter sucesso. No vídeo, Biden é filmado repetindo um discurso político de Kinnock com apenas pequenas modificações. Isto levaria ao fim da campanha dele. Mais tarde, Dukakis revelou que a campanha dele foi responsável pela gravação, e que dois membros de sua campanha se resignaram. A Suprema Corte de Delaware mais tarde absolveu Biden das acusações de plágio.

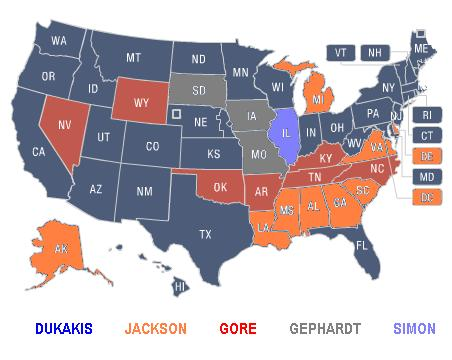
Resultados das primárias democratas, representando o vencedor em cada estado.

#### Primárias
Depois que Hart retirou-se da corrida, nenhum candidato favorito surgiu antes das primárias e dos caucuses começarem. O caucus de Iowa foi vencido por Dick Gephardt, que tinha fortemente decaido nas pesquisas até que, três semanas antes da votação, ele começou a fazer campanha como um populista e seus números subiram. Paul Simon, senador por Illinois, terminou um segundo lugar surpreendentemente, e o governador de Massachusetts Michael Dukakis terminou em terceiro. Na primária de New Hampshire, Dukakis ficou em primeiro lugar, Gephardt caiu para a segunda posição, e Simon terminou em terceiro. Em um esforço para enfraquecer a candidatura de Gephardt, tanto Dukakis e o senador Al Gore atacaram-o com anúncios de televisão. Os anúncios convenceram o sindicato United Auto Workers, que havia endossado a campanha de Gephardt, a retirar o apoio; este prejudicou Gephardt, pois ele dependia fortemente do apoio dos sindicatos.
Na Super Terça, Dukakis venceu seis eleições primárias, a cinco de Al Gore, a cinco de Jesse Jackson e um de Gephardt, com Al Gore e Jackson disputando os estados do sul. Na semana seguinte, Simon venceu em Illinois com Jesse Jackson terminando em segundo. 1988 continua a ser o ano com maior número de candidatos a vencer as primárias desde as reformas de George McGovern em 1971. Jackson conseguiu 6,9 milhões de votos e venceu 11 disputas, sete primárias (Alabama, Distrito de Colúmbia, Geórgia, Louisiana, Mississippi, Porto Rico e Virgínia) e quatro caucuses (Delaware, Michigan, Carolina do Sul e Vermont). Jackson também marcou vitórias em prévias em março no Alasca e convenções locais do Texas, apesar de perder no Texas. Em resumo, depois que ele ganhou 55% dos votos no caucus democrata de Michigan, ele possuía mais delegados partidários do que todos os outros candidatos.
No entanto, a campanha de Jackson sofreu um revés significativo a menos de duas semanas mais tarde, quando ele foi derrotado com folga na primária de Wisconsin por Michael Dukakis. A vitória de Dukakis, em Nova Iorque e, em seguida, na Pensilvânia efetivamente acabou com as esperanças de Jackson para conseguir a nomeação.

#### Convenção Nacional Democrata
A Convenção Nacional do Partido Democrata foi realizada em Atlanta no estado da Geórgia entre 18 e 21 de julho de 1988. Em seu grande primeiro discurso nacional, o governador do Arcansas Bill Clinton colocou o nome de Dukakis na nomeação. O discurso durou tanto tempo que alguns delegados começaram a vaiar a levá-lo ao fim.
O resultado da Convenção foi:
| Resultados da Convenção Nacional Democrata de 1988 | Resultados da Convenção Nacional Democrata de 1988 | Resultados da Convenção Nacional Democrata de 1988 |
| Candidate                                          | Votes                                              | Percentage                                         |
| -------------------------------------------------- | -------------------------------------------------- | -------------------------------------------------- |
| Michael Dukakis                                    | 2,877                                              | (70.09%)                                           |
| Jesse Jackson                                      | 1,219                                              | (29.70%)                                           |
| Richard Stallings                                  | 3                                                  | (0.07%)                                            |
| Joe Biden                                          | 2                                                  | (0.05%)                                            |
| Dick Gephardt                                      | 2                                                  | (0.05%)                                            |
| Lloyd Bentsen                                      | 1                                                  | (0.02%)                                            |
| Gary Hart                                          | 1                                                  | (0.02%)                                            |
| Total                                              | 4,322                                              | 100.00%                                            |

Os partidários de Jesse Jackson disseram que, desde que o seu candidato acabou em segundo lugar, ele tinham ido direito para o local a vice-presidente. Dukakis discordou, e escolheu o senador Lloyd Bentsen do Texas. A escolha de Bentsen levou muitos na mídia para dublar o bilhete como o eixo "Boston-Austin", e compará-la com o emparelhamento mais famoso de John F. Kennedy e Lyndon Johnson na campanha presidencial de 1960. Como Dukakis e Bentsen, Kennedy tinha sido de Massachusetts e Johnson, do Texas.
Bentsen foi escolhido, em grande parte para ajudar a vencer a grande votação eleitoral do estado do Texas. Por causa do status de Bentsen como um estadista mais velho, mais experiente na política, alguns democratas acreditavam que a escolha de Dukakis por Bentsen como seu companheiro de chapa foi um erro, eles notaram que Bentsen, embora apenas o candidato a vice-presidente, apareceu mais "presidencial" do que Dukakis. Durante o debate vice-presidencial, o candidato republicano, o senador Dan Quayle ignorou um confronto de frente com Bentsen e gastou seu tempo atacando Dukakis.

### Indicação doPartido Republicano

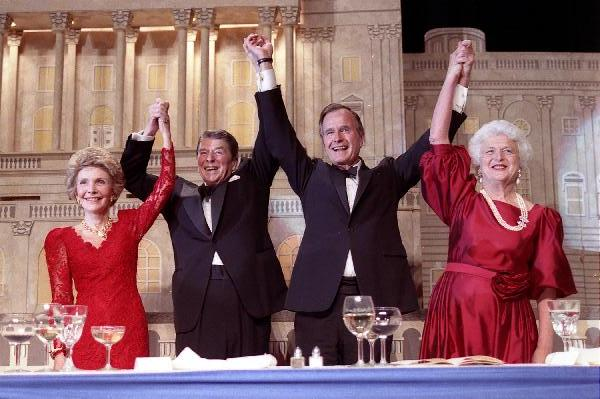
Ronald Reagan, em um evento em Washington, DC endossando seu vice, George Bush, para presidente.

#### Candidatos
- George H. W. Bush, vice-presidente dos Estados Unidos do Texas;[20]
- Bob Dole, senador pelo Cansas;[21]
- Pat Robertson, televangelista da Virgínia;[22]
- Jack Kemp, representante por Nova Iorque;[23]
- Pierre S. du Pont, IV, governador de Delaware;[24]
- Alexander Haig, ex-Secretário de Estado, originário da Pensilvânia;[25]
- Ben Fernandez, ex-Embaixador Especial para o Parguai, originário da Califórnia;[26]
- Paul Laxalt, ex-senador por Nevada;[27]
- Donald Rumsfeld, ex-Secretary da Defesa do Illinois;[28]
- Harold E. Stassen, ex-governador de Minnesota;[29]
- Isabell Masters, candidato do Cansas.[30]

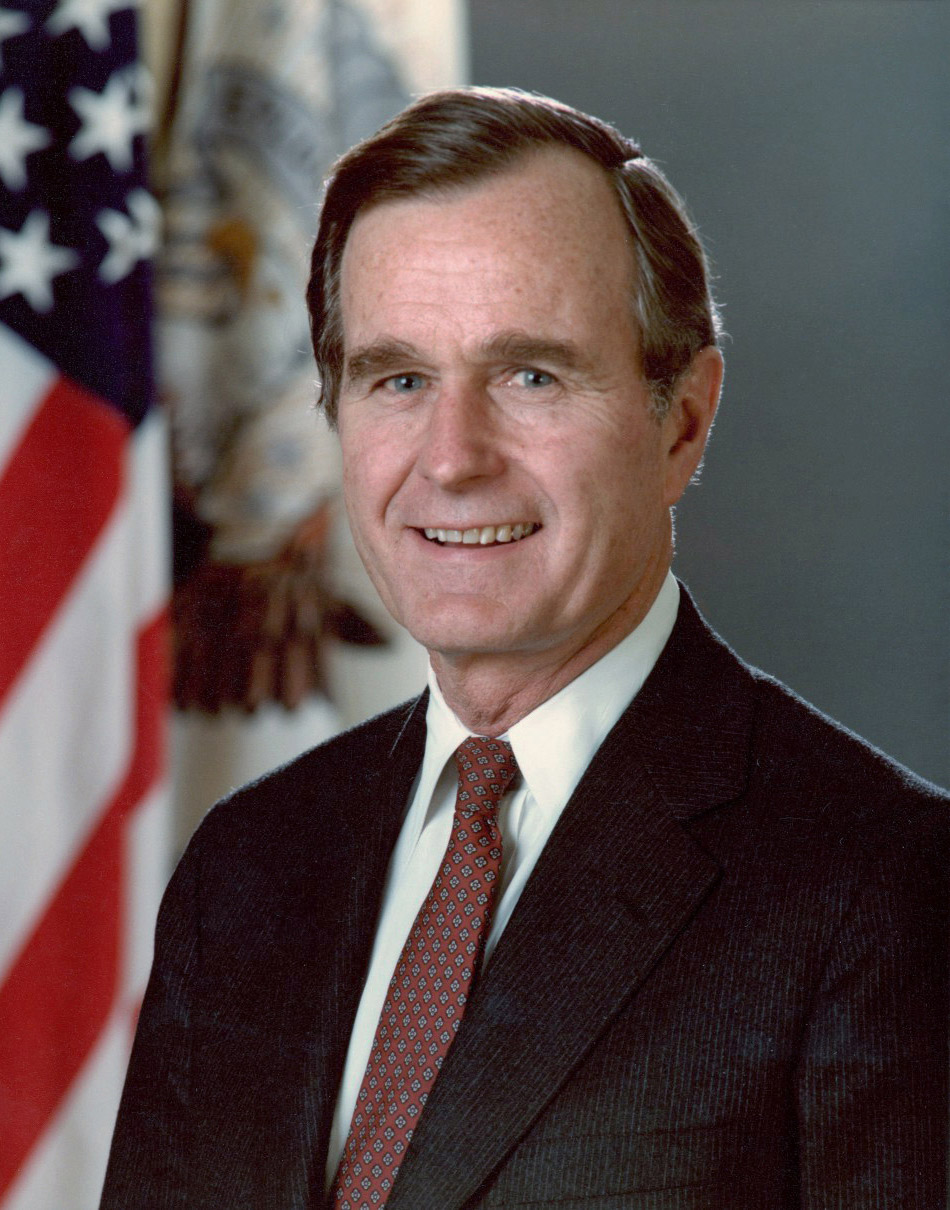
Vice-presidente George H. W. Bush do Texas
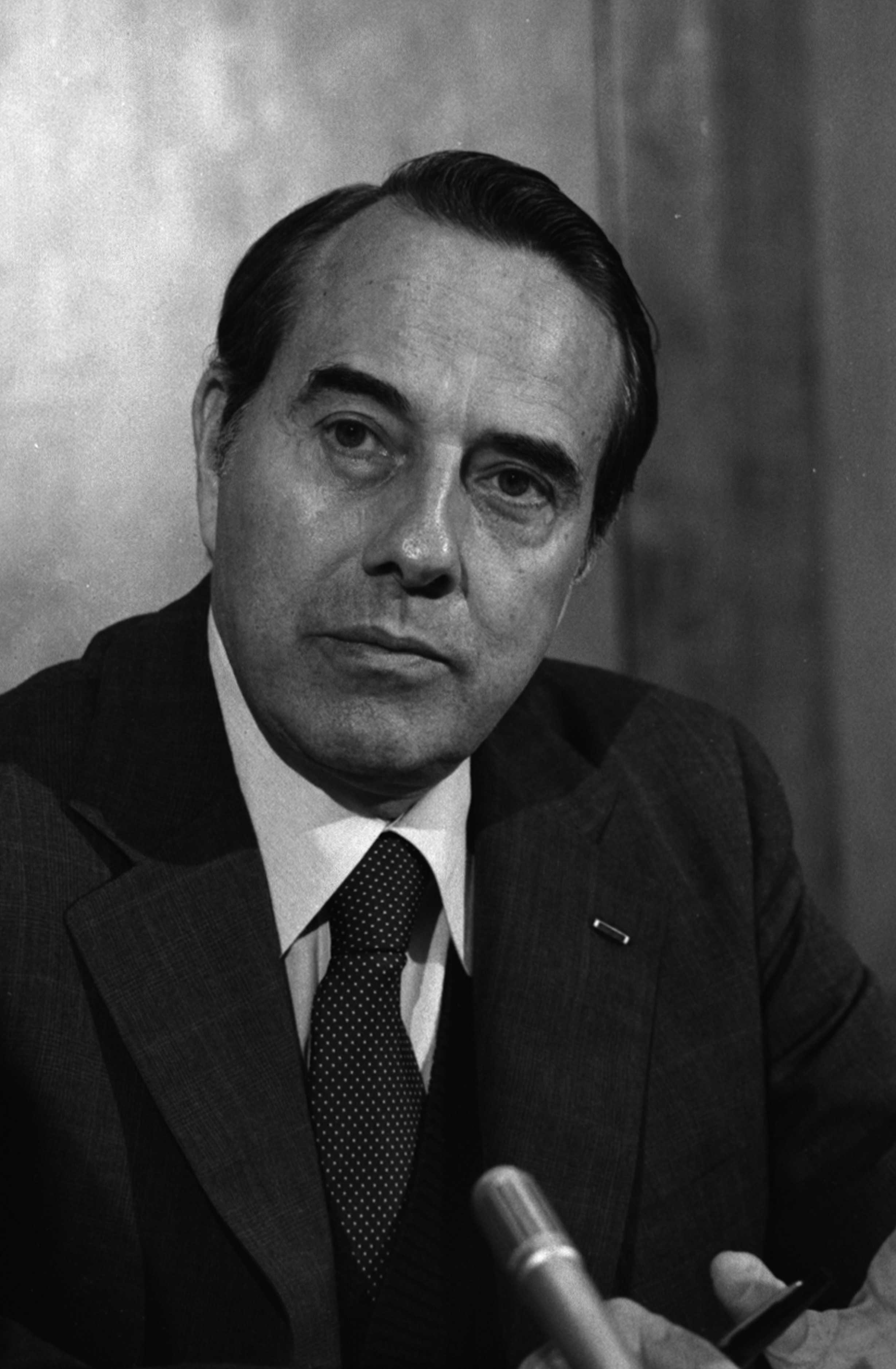
Senador Bob Dole do Cansas
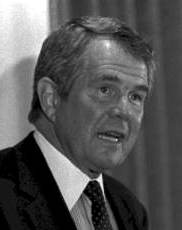
Televangelista Pat Robertson da Virgínia
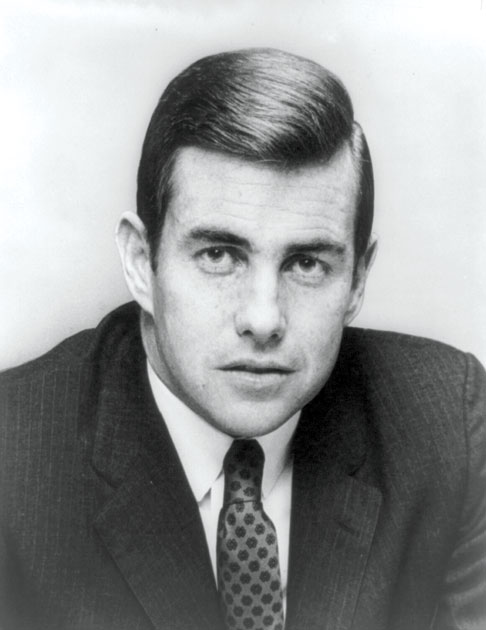
Representante Jack Kemp por Nova Iorque
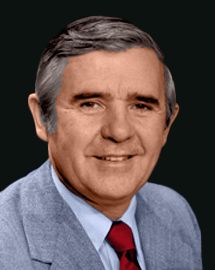
Ex-senador Paul Laxalt de Nevada
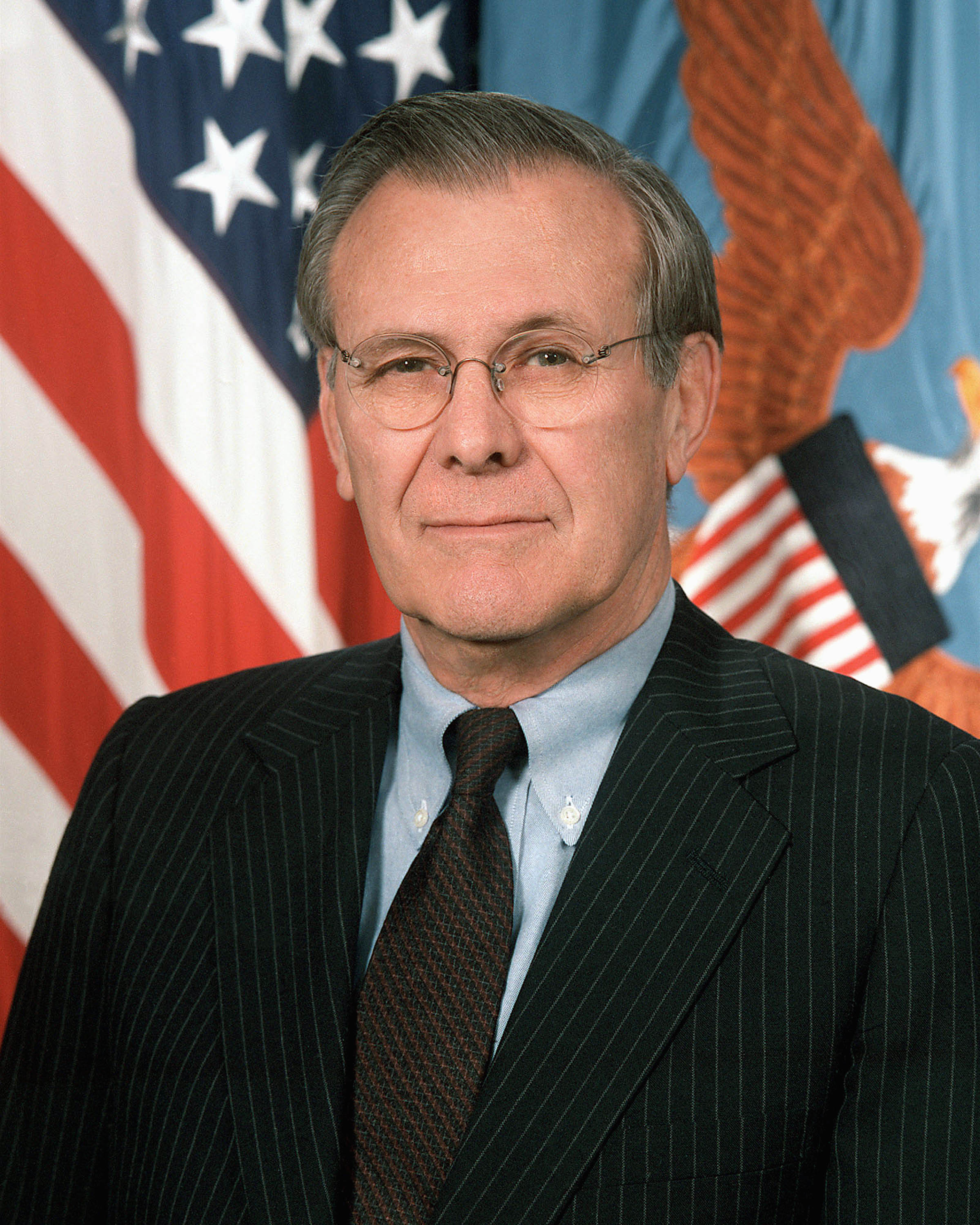
Ex-Secretário de Defesa Donald Rumsfeld de Illinois
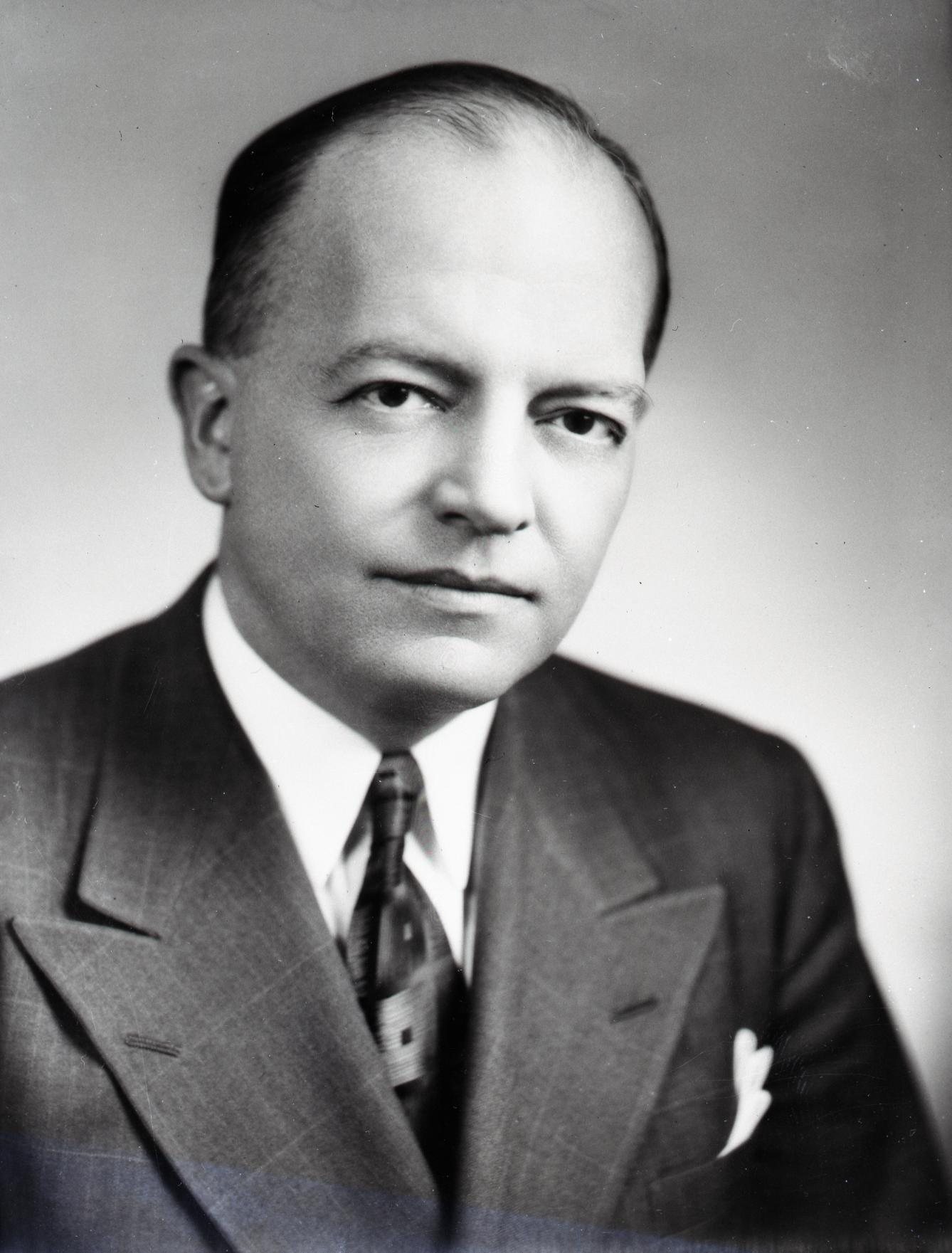
Ex-governador Harold E. Stassen de Minnesota

## Resultados
| Resultados finais da eleição para presidente dos Estados Unidos em 1988 | Resultados finais da eleição para presidente dos Estados Unidos em 1988 | Resultados finais da eleição para presidente dos Estados Unidos em 1988 | Resultados finais da eleição para presidente dos Estados Unidos em 1988 | Resultados finais da eleição para presidente dos Estados Unidos em 1988 | Resultados finais da eleição para presidente dos Estados Unidos em 1988 | Resultados finais da eleição para presidente dos Estados Unidos em 1988 | Resultados finais da eleição para presidente dos Estados Unidos em 1988 | Resultados finais da eleição para presidente dos Estados Unidos em 1988 |
| Candidato a presidente                                                  | Estado de origem                                                        | Candidato a vice-presidente                                             | Estado de origem                                                        | Partido                                                                 | Partido                                                                 | Voto popular                                                            | Voto popular                                                            | Colégio Eleitoral                                                       |
| Candidato a presidente                                                  | Estado de origem                                                        | Candidato a vice-presidente                                             | Estado de origem                                                        | Partido                                                                 | Partido                                                                 | Votos                                                                   | Porcentagem                                                             | Colégio Eleitoral                                                       |
| ----------------------------------------------------------------------- | ----------------------------------------------------------------------- | ----------------------------------------------------------------------- | ----------------------------------------------------------------------- | ----------------------------------------------------------------------- | ----------------------------------------------------------------------- | ----------------------------------------------------------------------- | ----------------------------------------------------------------------- | ----------------------------------------------------------------------- |
| George H. W. Bush                                                       | Texas                                                                   | Dan Quayle                                                              | Indiana                                                                 |                                                                         | Republicano                                                             | 48 886 587                                                              | 53,37%                                                                  | 426                                                                     |
| Michael Dukakis                                                         | Massachusetts                                                           | Lloyd Bentsen                                                           | Texas                                                                   |                                                                         | Democrata                                                               | 41 809 476                                                              | 45,65%                                                                  | 111                                                                     |
| Lloyd Bentsen                                                           | Texas                                                                   | Michael Dukakis                                                         | Massachusetts                                                           |                                                                         | Democrata                                                               | —(a)                                                                    | —(a)                                                                    | 1                                                                       |
| Ron Paul                                                                | Texas                                                                   | Andre V. Marrou                                                         | Alaska                                                                  |                                                                         | Libertário                                                              | 431 750                                                                 | 0,47%                                                                   | 0                                                                       |
| Lenora Fulani                                                           | Pennsylvania                                                            | —(b)                                                                    | —                                                                       |                                                                         | Nova Aliança                                                            | 217 221                                                                 | 0,24%                                                                   | 0                                                                       |
| Outros                                                                  | Outros                                                                  | Outros                                                                  | Outros                                                                  | Outros                                                                  | Outros                                                                  | 249 642                                                                 | 0,27%                                                                   | —                                                                       |
| Total                                                                   | Total                                                                   | Total                                                                   | Total                                                                   | Total                                                                   | Total                                                                   | 91 594 686                                                              | 100%                                                                    | 538                                                                     |
| Necessários para vencer                                                 | Necessários para vencer                                                 | Necessários para vencer                                                 | Necessários para vencer                                                 | Necessários para vencer                                                 | Necessários para vencer                                                 | Necessários para vencer                                                 | Necessários para vencer                                                 | 270                                                                     |

(a) - A delegada Margarette Leach, da Virgínia Ocidental, votou em Bentsen como presidente e Dukakis como vice-presidente para fazer uma declaração contra o Colégio Eleitoral

(b) - O running mate de Lenora Fulani variava de estado para estado. Entre os seis candidatos à vice-presidência estavam Joyce Dattner, Harold Moore e Wynonia Burke.